# Sop Moei (huyện)
Sop Moei (tiếng Thái: สบเมย) là huyện (amphoe) cực nam của tỉnh Mae Hong Son, phía bắc Thái Lan.

## Lịch sử
Tambon Sop Moei, Mae Khatuan và Kong Koi đã được tách ra từ huyện Mae Sariang để lập tiểu huyện Sop Moei (King Amphoe) ngày 1 tháng 4 năm 1984. Đơn vị này đã được nâng cấp thành huyện ngày 3 tháng 11 năm 1993.

## Địa lý
Các huyện giáp ranh (từ phía nam theo chiều kim đồng hồ) là: Tha Song Yang của Tak Province, bang Kayin của Myanmar, Mae Sariang của tỉnh Mae Hong Son, Hot và Omkoi của tỉnh Chiang Mai.
Các sông quan trọng của huyện là các sông: Salween, Moei, Ngao và Yuam.
The Mae Ngao National Park nằm ở Huyện.

## Hành chính
Huyện này được chia thành 6 phó huyện (tambon), các đơn vị này lại được chia ra thành 58 làng (muban). Không có khu vực thành thị, có 6 Tổ chức hành chính tambon.
| STT | Tên          | Tên tiếng Thái | Số làng | Dân số |  |
| --- | ------------ | -------------- | ------- | ------ |  |
| 1.  | Sop Moei     | สบเมย          | 12      | 7.015  |  |
| 2.  | Mae Khatuan  | แม่คะตวน        | 8       | 7.000  |  |
| 3.  | Kong Koi     | กองก๋อย         | 9       | 5.796  |  |
| 4.  | Mae Suat     | แม่สวด          | 12      | 7.827  |  |
| 5.  | Pa Pong      | ป่าโปง          | 7       | 4.286  |  |
| 6.  | Mae Sam Laep | แม่สามแลบ       | 10      | 9.802  |  |